# Dactylanthias
Dactylanthias är ett släkte av havslevande fiskar, som ingår i familjen havsabborrfiskar.
Släktet som enbart omfattar två idag levande arter förekommer i Stilla havet. D. aplodactylus blir upp till 17 cm lång och D, baccheti når ibland 20,4 cm.

## Arter
Enligt Catalogue of Life och Fishbase:
- Dactylanthias aplodactylus
- Dactylanthias baccheti